# .gu

.gu는 괌의 인터넷 국가 코드 최상위 도메인이다.
등록은 무료이지만 괌에서 연락을 하는 회사 사람들로 제한된다. 또 .com.gu와 같은 2차 도메인 이름 아래의 3차 도메인으로 제한된다. .gu 주소는 그리 많이 사용되지 않는다.

## 2차 도메인
5개의 2차 도메인이 있다.
- com.gu: 상업단체
- net.gu: 네트워크 서비스 제공업체
- gov.gu: 정부
- org.gu: 비영리단체
- edu.gu: 교육

## 같이 보기
- .us